# 戴時弁
戴時弁（1491年—？年），字正甫（或字貞甫），浙江台州府臨海縣人，明朝政治人物。

## 生平
治《春秋》，行三，正德十四年（1519年）由國子生中式己卯科浙江鄉試第三十名舉人，嘉靖二年（1523年）癸未科會試第五名，第二甲第十名進士。授亳州知州，以母老乞求养老归乡。后起工部员外郎，授河南按察佥事，最終因不善事上官而致仕。

## 事蹟
俸禄薄，不能备肩舆，饲养一头驴用以代步，堕驴伤足，尝作《堕驴谣》。

## 著作
著有《东华文集》。

## 家族
曾祖戴廷祥。祖父戴仲仁，赠监察御史。父戴聪。前母章氏；嫡母應氏；生母周氏。慈侍下。兄鉞、弟時熙、時泰、時京、時和、時昌、時明。